# Кудрявченко, Павел Александрович
Па́вел Алекса́ндрович Кудря́вченко (12 августа 1952, село Тузлы, Одесская область, УССР — 27 января 2017) — советский и российский оперный певец (тенор).

## Биография
В 1978 году окончил Одесскую консерваторию (курс Г. А. Поливановой). Дебютировал в 1975 в опере А. Красотова «Таёжная песня» (Одесский оперный театр).
В 1980—1982 годах в Киевском оперном театре исполнил заглавные партии в трех премьерах (партия Стиславского в опере «Аскольдова могила» Верстовского, Лыкова в «Царской невесте» и Сергея в «Катерине Измайловой»).
С 1982 года солист ГАБТ. В 1986 году стажировался в «Ла Скала» — педагог Дж. Симионато. Неоднократно с большим успехом выступал на сцене Ла Скала. Получил высокую оценку прославленной певицы и педагога Дж. Симионато. С этого же года началась успешная международная карьера в Ковент-Гарден, «Ла Скала», Валлийской национальной опере, Grand Théâtre de Bordeaux, Florida Grand Opera, Баварская государственная опера, Pfalztheater, Opera Omaha и др. Имел постоянные контракты с Ковент Гарден.
Жил в Лондоне.
В 1998 году вернулся в Москву — пел три премьерные партии в Большом театре — Андрея в опере «Опричник», Михаила Тучу в «Псковитянке» и Маркиза в «Игроке», а также партию Отелло в Музыкальном театре имени К. С. Станиславского и Вл. И. Немировича-Данченко. После этого оставил оперную сцену и занялся преподавательской деятельностью.
Преподавал вокальное искусство в МГУКИ и Московском областном высшем училище-колледже искусств в г. Химки, проводил мастер-классы в России и за рубежом.